# Lieja-Bastogne-Lieja 2018
La Lieja-Bastogne-Lieja 2018 fou l'edició número 104 de la clàssica ciclista Lieja-Bastogne-Lieja. Es disputà el diumenge 22 d'abril de 2018 sobre un recorregut de 258,0 km i fou la divuitena prova de l'UCI World Tour 2018. Aquesta era la darrera de les tres curses de les Ardenes, després de l'Amstel Gold Race i la Fletxa Valona.

## Equips participants
En ser la Lieja-Bastogne-Lieja una cursa de l'UCI World Tour els 18 equip amb categoria World Tour tenen el dret i obligació a prendre-hi part. A banda, l'organitzador ASO va convidar a set equips continentals professionals, per totalitzar un gran grup de 25 equips i 175 corredors.
| WorldTeams (18)- Bahrain-Merida - Trek-Segafredo - EF Education First-Drapac p/b Cannondale - Team Sunweb - Lotto NL-Jumbo - Astana - BMC Racing Team - Katusha-Alpecin - Bora-Hansgrohe - Quick-Step Floors - Movistar Team - Mitchelton-Scott - Groupama-FDJ - Dimension Data - Lotto Soudal - AG2R La Mondiale - Sky - UAE Team Emirates Equips continentals professionals (7)- Fortuneo-Samsic - Aqua Blue Sport - WB-Aqua Protect-Veranclassic - Wanty-Groupe Gobert - Direct Énergie - Cofidis, Solutions Crédits - Sport Vlaanderen-Baloise |
| |

## Recorregut
| Núm. | Nom                          | Km    | Llargada | Pendent | Km arribada |
| ---- | ---------------------------- | ----- | -------- | ------- | ----------- |
| 1    | Cota de Bonnerue             | 72    | 2.400    | 5,8 %   | 186,5       |
| 2    | Cota de Saint-Roch           | 109   | 1.000    | 11,2 %  | 149,5       |
| 3    | Cota de Mont-le-Soie         | 152   | 4.000    | 6,1 %   | 156,5       |
| 4    | Cota de Pont                 | 168   | 1.000    | 10,5 %  | 90,5        |
| 5    | Cota de Bellevaux            | 172   | 1.100    | 6,8 %   | 86,5        |
| 6    | Cota de la ferme Libert      | 180   | 1.200    | 12,1 %  | 78,5        |
| 7    | Coll de Rosier               | 198   | 4.400    | 5,9 %   | 60,5        |
| 8    | Cota de Maquisard            | 211   | 2.500    | 5 %     | 47,5        |
| 9    | Cota de La Redoute           | 222,5 | 2.000    | 8,9 %   | 36          |
| 10   | Cota de la Roche aux faucons | 239   | 1.300    | 11 %    | 19,5        |
| 11   | Cota de Saint-Nicolas        | 252,5 | 1.200    | 8,6 %   | 6           |

## Classificació final
| \| Classificació general \| Classificació general \| Classificació general \| Classificació general \| Classificació general \| \| Corredor \| Corredor \| Equip \| Temps \| \| \| --------------------- \| --------------------------- \| -------------------------- \| --------------------- \| --------------------- \| \| 1r \| Bob Jungels \| Quick-Step Floors \| 6h 24' 44" \| \| \| 2n \| Michael Woods \| EF Education First-Drapac \| + 37" \| \| \| 3r \| Romain Bardet \| AG2R La Mondiale \| + 37" \| \| \| 4t \| Julian Alaphilippe \| Quick-Step Floors \| + 39" \| \| \| 5è \| Domenico Pozzovivo \| Bahrain-Merida \| + 39" \| \| \| 6è \| Enrico Gasparotto \| Bahrain-Merida \| + 39" \| \| \| 7è \| Davide Formolo \| Bora-Hansgrohe \| + 39" \| \| \| 8è \| Roman Kreuziger \| Mitchelton-Scott \| + 39" \| \| \| 9è \| Sergio Henao Montoya \| Team Sky \| + 39" \| \| \| 10è \| Jakob Fuglsang \| Astana \| + 39" \| \| \| 11è \| Jelle Vanendert \| Lotto-Soudal \| + 45" \| \| \| 12è \| Sam Oomen \| Team Sunweb \| + 48" \| \| \| 13è \| Alejandro Valverde Belmonte \| Movistar Team \| + 51" \| \| \| 14è \| Jack Haig \| Mitchelton-Scott \| + 1' 06" \| \| \| 15è \| Tom Dumoulin \| Team Sunweb \| + 1' 24" \| \| \| 16è \| Tim Wellens \| Lotto-Soudal \| + 1' 44" \| \| \| 17è \| Jesús Herrada López \| Cofidis, Solutions Crédits \| + 2' 08" \| \| \| 18è \| Daniel Martin \| UAE Team Emirates \| + 2' 41" \| \| \| 19è \| Michael Valgren Andersen \| Astana \| + 2' 50" \| \| \| 20è \| Dylan Teuns \| BMC Racing Team \| + 2' 53" \| \| |                             |                            |            |
| |                             |                            |            |
| Font: ProCyclingStats |                             |                            |            |
| Classificació general |                             |                            |            |
| Corredor | Corredor                    | Equip                      | Temps      |
| 1r | Bob Jungels                 | Quick-Step Floors          | 6h 24' 44" |
| 2n | Michael Woods               | EF Education First-Drapac  | + 37"      |
| 3r | Romain Bardet               | AG2R La Mondiale           | + 37"      |
| 4t | Julian Alaphilippe          | Quick-Step Floors          | + 39"      |
| 5è | Domenico Pozzovivo          | Bahrain-Merida             | + 39"      |
| 6è | Enrico Gasparotto           | Bahrain-Merida             | + 39"      |
| 7è | Davide Formolo              | Bora-Hansgrohe             | + 39"      |
| 8è | Roman Kreuziger             | Mitchelton-Scott           | + 39"      |
| 9è | Sergio Henao Montoya        | Team Sky                   | + 39"      |
| 10è | Jakob Fuglsang              | Astana                     | + 39"      |
| 11è | Jelle Vanendert             | Lotto-Soudal               | + 45"      |
| 12è | Sam Oomen                   | Team Sunweb                | + 48"      |
| 13è | Alejandro Valverde Belmonte | Movistar Team              | + 51"      |
| 14è | Jack Haig                   | Mitchelton-Scott           | + 1' 06"   |
| 15è | Tom Dumoulin                | Team Sunweb                | + 1' 24"   |
| 16è | Tim Wellens                 | Lotto-Soudal               | + 1' 44"   |
| 17è | Jesús Herrada López         | Cofidis, Solutions Crédits | + 2' 08"   |
| 18è | Daniel Martin               | UAE Team Emirates          | + 2' 41"   |
| 19è | Michael Valgren Andersen    | Astana                     | + 2' 50"   |
| 20è | Dylan Teuns                 | BMC Racing Team            | + 2' 53"   |